# Xitiangezhuang
Xitiangezhuang (kinesiska: 西田各庄, 西田各庄镇) är en köping i Kina. Den ligger i stadsdistriket Miyun i Pekings storstadsområde, i den norra delen av landet, omkring 61 kilometer nordost om stadskärnan. Antalet invånare är 36 056. Befolkningen består av 17 800 kvinnor och 18 256 män. Barn under 15 år utgör 10,0 %, vuxna 15-64 år 76 %, och äldre över 65 år 12,0 %.